# Куиллин, Питер
Пи́тер Куи́ллин (англ. Peter Quillin; 22 июня 1983, Гранд-Рапидс Мичиган, США) — американский боксёр-профессионал, выступающий в средней весовой категории (до 72,6 кг). Чемпион мира (по версии WBO, 2012—2014).

## Биография
Куиллин родился в США, в Гранд-Рапидсе. Мать Куиллина американка, а отец кубинец. У Питера было всего восемь любительских боев. Высокий, агрессивный Квиллин стал профессионалом в Нью-Йорке и подписал контракт с Седриком Кушнером и компанией Golden Boy Promotions.

## Профессиональная карьера
Куиллин дебютировал на профессиональном ринге в июне 2005 года и нокаутировал своего соперника в первом раунде. 11 июня 2008 года победил по очкам в 10-раундовом бою, Дионисио Миранда (18-2-2). Затем через 3 месяца нокаутировал Сэма Хилла, и больше года не выходил на ринг.
Вернулся в феврале 2010 года и победил в 10-раундовом поединке боксёра с Эквадора, Фернандо Зунига. В апреле 2011 года вышел на первый титульный поединок, и завоевал титул чемпиона Америки по версии USBO, в первом среднем весе, нокаутировав американца, Джесси Бринкли (35-6). Затем Питер нокаутировал Джейсона Лихулера (21-5-1), Крэйга МакЭвана (19-1) и в июне 2012 года вышел на ринг с бывшим многократным чемпионом, американцем, Рональдом Райтом. Куиллин уверенно победил по очкам бывшего чемпиона.

### Завоевание и защита титула чемпиона мира
20 октября 2012 года французский боксёр камерунского происхождения, Хассан Н’Дам Н’Жикам, в первом бою за титул полноправного чемпиона WBO, вышел на ринг с американцем, Питером Куиллином. Оба из боксёров были до встречи друг с другом непобеждёнными и имели статистику двадцати семи последовательных побед. Первый раунд начался с разведки, оба боксера присматривались друг к другу, во втором раунде Н’Дам был более активен выбрасывая большое кол-во ударов, Питер же наносил меньше, но его попадания были очень точными, в 4 раунде Куиллин дважды отправлял чемпиона в нокдаун, такая же ситуация повторилась в 6 раунде когда Питер вновь дважды отправил Н’Дама на настил ринга, и в 12 раунде боксер из Франции вновь дважды побывал в нокдауне, таким образом Питер Куиллин выиграл единогласным решением судей став новым чемпионом мира по версии WBO..
27 апреля 2013 года в первой защите титула, Куиллин нокаутировал американца доминиканского происхождения, Фернандо Геррейро.
В октябре 2013 года в зрелищном бою, Питер Куиллин второй раз успешно защитил титул в бою с американцем мексиканского происхождения, Габриэлем Росадо.
19 апреля 2014 года, в третьей защите титула, Куиллин встретился со стойким чешским боксёром, занимавшим вторую строчку рейтинга WBO, Лукашем Конечны. Куиллин действовал вторым номером, в то время как Конечны в привычной для него манере прессинговал и шёл вперёд в ближнюю дистанцию. Куиллин пропускал больше обычного, но удары не доставляли ему проблем, он удачно контратаковал, и взял в свой актив почти все раунды, но так и не смог нокаутировать претендента.

### Бой с Энди Ли
11 апреля 2015 года в Нью-Йорке бились экс-чемпион мира в среднем весе по версии WBO Питер Куиллин и действующий чемпион мира ирландец Энди Ли. Пояс Ли не стоял на кону, так как Питер не смог уложиться в вес, несмотря на две попытки.
Уже в конце первого раунда Энди Ли пропустил несколько ударов и оказался на полу. Энди выглядел потрясенным и перед самым финальным гонгом вновь упал, опершись на стойку ринга. Во втором раунде завязался продолжительный размен, но без особых дивидендов для обоих. В третьем Энди Ли оказывал прессинг на Питера, экс-чемпион отошёл к канатам, но неточным ударом смог хорошо ответить и Ли вновь оказался на канвасе.
Помимо прочего, над левым глазом Энди открылось небольшое рассечение. В седьмом раунде оно было осмотрено врачом, Энди Ли было разрешено продолжить бой. После этого он захватил ход боя в свои руки, был точнее и активнее. В этом же, седьмом раунде, Куиллин пропустил правый хук навстречу и коснулся перчатками пола. Нокдаун в пользу ирландца.
Перед финальным раундом угол Питера Куиллина потребовал от него активных действий и уверенной победы в финальной трехминутке. Однако, Питер не смог закончить бой досрочно. Возможно, недостаточную активность Куиллина можно было объяснить сгонкой веса. Мнения судей разделились. Один из них отдал победу Ли, второй — Питеру Куиллину. Третий посчитал, что в бою была ничья.

### Бой за титул чемпиона мира в среднем весе по версииWBA
5 декабря 2015 года потерпел первое поражение в карьере. В большом бою за титул чемпиона мира в среднем весе по версии WBA уступил техническим нокаутом в первом раунде именитому Дэниелу Джейкобсу.
Поединок сильнейших средневесов состоялся в Нью-йоркском Бруклине (США) и завершился уже в первом раунде. Джейкобс потряс соперника одним из первых же ударов и сразу же бросился на добивание. После очередного пропущенного удара ноги понесли Куиллина «в пляс» и рефери принял решение остановить поединок, который продлился всего минуту и 25 секунд.
Для Куиллина это поражение стало первым в карьере и первым досрочным.

## Таблица боёв
В таблице перечислены результаты всех поединков боксёров.
В каждой строке указан результат поединка. Дополнительно номер поединка обозначен цветом, который обозначает итог поединка. Расшифровка обозначений и цветов представлена в нижеследующей таблице.
| Пример | Расшифровка                     |
| ------ | ------------------------------- |
|        | Победа                          |
|        | Ничья                           |
|        | Поражение                       |
|        | Планируемый поединок            |
|        | Поединок признан несостоявшимся |
| КО     | Нокаут                          |
| ТКО    | Технический нокаут              |
| PTS    | Решение судей (по очкам)        |
| UD     | Единогласное решение судей      |
| MD     | Решение большинства судей       |
| SD     | Раздельное решение судей        |
| RTD    | Отказ от продолжения боя        |
| DQ     | Дисквалификация                 |
| NC     | Поединок признан несостоявшимся |

| Результат | Соперник         | Тип | Раунд, Время  | Дата             | Место боя                | Комментарии |
| --------- | ---------------- | --- | ------------- | ---------------- | ------------------------ | --- |
| 33-1-1    | Дашон Джонсон    | UD  | 8             | 8 сентября 2017  | Лас-Вегас, США           | |
| 32-1-1    | Дэниел Джейкобс  | TKO | 1 (12), 1:25  | 5 декабря 2015   | Нью-Йорк, США            | Бой за титул чемпиона мира в среднем весе по версии WBA.                                                                                |
| 32-0-1    | Майкл Зерафа     | KO  | 5 (12), 1:02  | 12 сентября 2015 | Машантукет, США          | |
| 31-0-1    | Энди Ли          | SD  | 12            | 11 апреля 2015   | Нью-Йорк, США            | 112-113, 113-113, 113-112. |
| 31-0      | Лукаш Конечны    | UD  | 12            | 19 апреля 2014   | Вашингтон, США           | 119-109, 119-109, 120-108. Защитил титул WBO в среднем весе.                                                                            |
| 30-0      | Габриэль Росадо  | TKO | 10 (12), 0:40 | 26 октября 2013  | Атлантик-Сити, США       | Защитил титул WBO в среднем весе. Росадо в нокдауне во 2 раунде. Бой остановлен из-за рассечения у Росадо.                              |
| 29-0      | Фернандо Герреро | TKO | 7 (12), 1:38  | 27 апреля 2013   | Нью-Йорк, США            | Защитил титул WBO в среднем весе. |
| 28-0      | Хассан Н’Жикам   | UD  | 12            | 20 октября 2012  | Нью-Йорк, США            | 115-107, 115-107, 115-107. Выиграл титул WBO в среднем весе. (Первый титул чемпиона мира в карьере Куиллина). Н'Жикам в нокдауне 6 раз. |
| 27-0      | Уинки Райт       | UD  | 10            | 2 июня 2012      | Карсон (Калифорния), США | 98-91, 98-91, 97-92. Райт объявил о завершении карьеры после боя.                                                                       |
| 26-0      | Крейг МакЮэн     | TKO | 6 (10), 2:23  | 5 ноября 2011    | Канкун, Мексика          | |
| 25-0      | Джейсон ЛеУйе    | TKO | 5 (10), 1:38  | 23 июля 2011     | Лас-Вегас, США           | |
| 24-0      | Джесси Бринкли   | TKO | 3 (10), 2:34  | 29 апреля 2011   | Рено (Невада), США       | Выиграл вакантный титул USBO во втором среднем весе.                                                                                    |